# Marshallplan mit Afrika
Der „Marshallplan mit Afrika“, in der internationalen Öffentlichkeit besser bekannt als Grundlage des auf dem G20-Gipfel in Hamburg 2017 präsentierten Plans G20 Compact with Africa, ist eine politische Initiative des BMZ zur Förderung der Entwicklung des afrikanischen Kontinents, die auf Entwicklungsminister Gerd Müller zurückgeht. Der Fokus liegt auf der Ausweitung der wirtschaftlichen Kooperation. Der Plan basiert auf drei Säulen:
1. Wirtschaft, Handel und Beschäftigung;
2. Frieden, Sicherheit und Stabilität;
3. Demokratie, Rechtsstaatlichkeit und Menschenrechte.

Stefan Brocza wies im Juni 2018 darauf hin, dass der Marshallplan nach dem Wechsel im Vorsitz der G20-Gruppe schon im November 2017 beim großen Gipfel der EU mit der Afrikanischen Union kaum noch Widerhall fand und im deutschen Haushalt für 2018 keine Mittel für den Plan eingestellt worden sind.

## Hintergrund
Schon zu Beginn seiner Amtszeit erklärte Müller (CSU) den afrikanischen Kontinent zum Arbeitsschwerpunkt der Arbeit seines Ministeriums. Häufig erwähnte er einen seiner Ansicht nach nötigen „Marshallplan für Afrika“, um Jobs und Perspektiven für Jugendliche aus afrikanischen Ländern zu schaffen. Später wurde die Formulierung in „mit Afrika“ geändert.
In einer gemeinsamen Initiative des Entwicklungs- und des Wirtschaftsministeriums sieht der Ansatz vor allem die Förderung von Privatinvestitionen vor.  Derzeit sind laut BMZ nur etwa 1.000 deutsche Unternehmen auf dem Afrikanischen Kontinent aktiv (Stand 2017). Darüber hinaus wird für eine Neuordnung der Beziehungen zwischen der EU und Afrika geworben.
Hauptmerkmal der Vorschläge ist die Verbindung von öffentlichen und privatwirtschaftlichen Akteuren für eine Entwicklungszusammenarbeit (EZ) mit afrikanischen Ansätzen. Dazu gehört zum Beispiel die Agenda 2063 der Afrikanischen Union.
Weiterhin soll Entwicklung „nachhaltig“ geschehen; im Sinne der Sustainable Development Goals (SDGs).

## Ziele
- Verbesserung von Rahmenbedingungen für alle Unternehmen in afrikanischen Ländern. Dabei steht der Abbau von Bürokratie, die Bekämpfung von Korruption, sowie die Schaffung von Sicherheit und Infrastruktur im Mittelpunkt. Die Investitionsbedingungen sollen verbessert werden.
- Förderung von deutschen Investitionen und Unternehmen in afrikanischen Staaten. Hierzu sollen die klassischen Instrumente der Außenwirtschaftsförderung (Kreditgarantien sowie Export- und Investitionsgarantien) erreicht werden. Auch soll es Steuererleichterung für Unternehmen geben, die sich in afrikanischen Ländern engagieren.
- Unterstützung von afrikanischen Unternehmen und den Aufbau von Wertschöpfungsketten. Aus Deutschland soll es Unterstützung von afrikanischen Existenzgründungen geben auch von "kleinsten Unternehmen". Die Unterstützung bei der Weiterverarbeitung von Rohstoffen in afrikanischen Ländern und Finanzierungsangebote für afrikanische Unternehmen stehen hier im Mittelpunkt. Die Ministerien wollen sich für  "entwicklungsfreundliche Handels- und Investitionsabkommen" einsetzen.

## Umsetzung
Das Handelsblatt berichtete im Juli 2018, dass die Bundesregierung die Afrikapläne der unterschiedlichen Ministerien für Entwicklung (Marshallplan), für Finanzen (Compacts for Africa) und die Afrika Initiativen des Ministeriums für Wirtschaft nach zwei Jahren nunmehr aufeinander abstimmen will und ein Entwicklungsinvestitionsgesetz plane.
Zur Umsetzung des Marshallplans schließt das Bundesministerium für wirtschaftliche Zusammenarbeit und Entwicklung sogenannte Reformpartnerschaften mit einzelnen afrikanischen Ländern, z. B. Ghana und Tunesien, und verspricht damit zusätzliche Mittel für die betroffenen Länder. Im Gegenzug verpflichten sich diese Länder zu internen Reformen, z. B. bei der Erleichterung ausländischer Investitionen und Korruptionsbekämpfung.

## Teilnehmerstaaten
Auf der dritten Konferenz zum G20 Compact with Africa kamen auf Einladung von Bundeskanzlerin Angela Merkel am 19. November 2019 im Kanzleramt in Berlin Vertreter der zwölf Teilnehmerländer, aus den G20-Staaten und von Internationalen Organisationen zu einem Gipfeltreffen zusammen.
Es waren zwölf reformorientierte afrikanische Staaten vertreten: Äthiopien, Ägypten, Benin, Burkina Faso, Cote d’Ivoire (Elfenbeinküste), Ghana, Guinea, Marokko, Ruanda, Senegal, Togo und Tunesien.
Am 20. November 2023 findet in Berlin die 5. CwA-Konferenz statt. An dem Gipfel nehmen neben Bundeskanzler Olaf Scholz und mehreren deutschen Ministern unter anderem auch EU-Kommissionspräsidentin Ursula von der Leyen, EU-Ratspräsident Charles Michel, Frankreichs Staatspräsident Emmanuel Macron und der niederländische Regierungschef Mark Rutte teil. Zu den Compact-Staaten zählt inzwischen die Demokratische Republik Kongo als 13. Mitglied. Angola, Kenia und Sambia haben ihr Interesse an einem Beitritt bekundet und sind deshalb bei der diesjährigen CwA-Konferenz ebenfalls dabei. Am Vormittag veranstaltet die Subsahara -Afrika Initiative der Deutschen Wirtschaft einen G20-Investmentgipfel. Im Mittelpunkt von zwei Arbeitssitzungen im Bundeskanzleramt am Nachmittag stehen die Verbesserung der Rahmenbedingungen für private Investitionen und die Zusammenarbeit im Bereich der nachhaltigen Energieversorgung, insbesondere der Aufbau von Wertschöpfungsketten für Produktion und Export von „grünem Wasserstoff“ und seinen Derivaten. Bei einem Treffen der afrikanischen Finanzminister mit dem deutschen Fachminister Lindner geht es um Schuldenfragen und insbesondere um die weitere Stärkung des Gemeinsamen Rahmenwerks der G20. Die Bundesministerin für wirtschaftliche Zusammenarbeit und Entwicklung, Svenja Schulze, trifft 40 Jungunternehmer aus 16 afrikanischen Ländern zur Konferenz „Shaping the Future with Africa: Young Entrepreneurship as Key to a Just Transition“.

## Reaktionen
Die Organisation Germanwatch lobte im Februar 2017 den ersten Entwurf des Plans, weil es sich „um eine gleichberechtigte Partnerschaft handeln soll auf der Basis von Menschenrechten und gegenseitigem Respekt.“